# 林地麝牛
林地麝牛（學名：Bootherium bombifrons）為已滅絕的牛科物種，生存於更新世中期至全新世的北美洲，為林地麝牛屬下的唯一種，是更新世時在北美洲分布最為廣泛的麝牛。

## 分類學

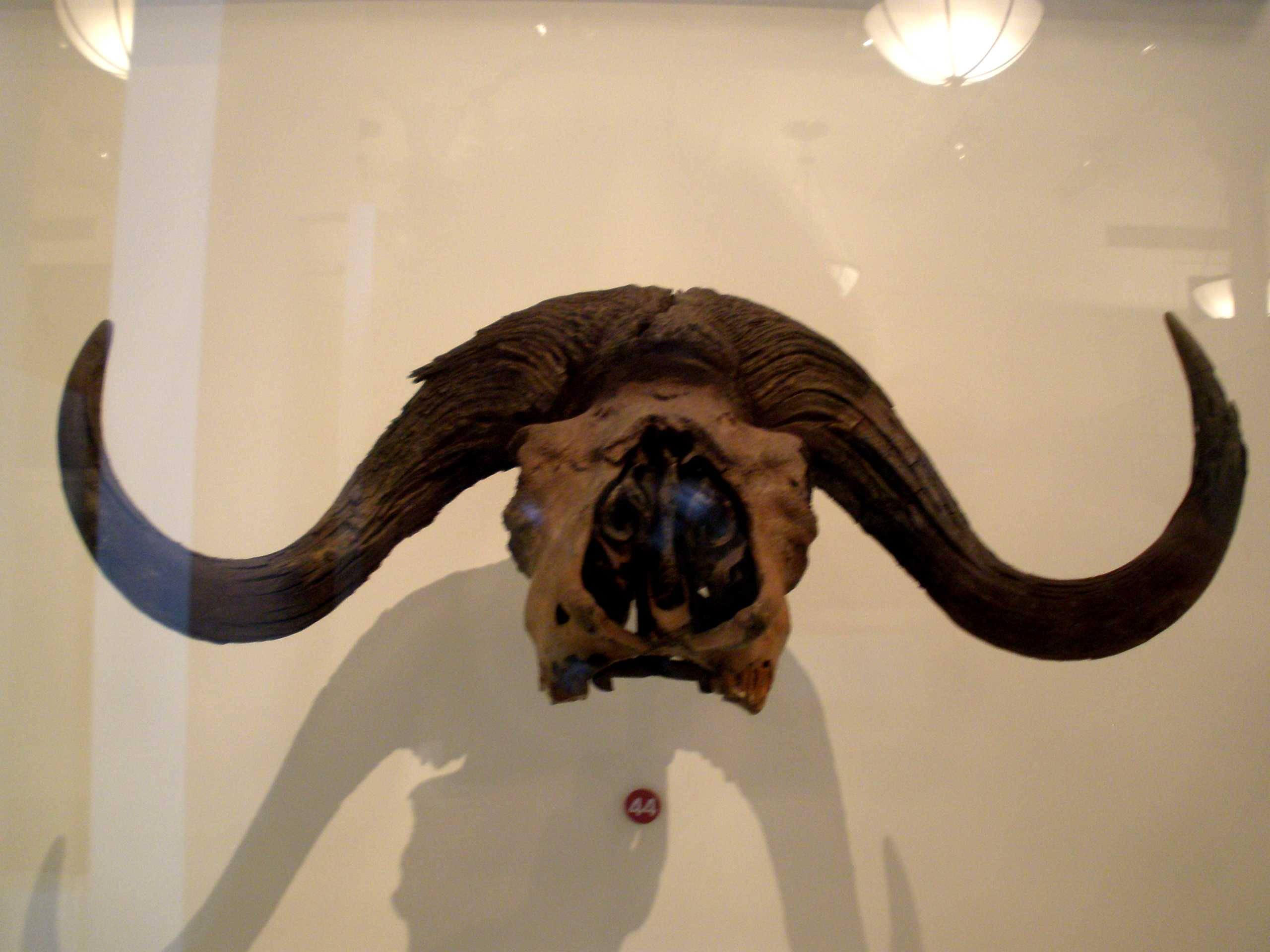
頭顱骨

林地麝牛的化石發現地區包括自阿拉斯加至加州，包括德州、密蘇里州、奧克拉荷馬州、維吉尼亞州、北卡羅萊納州及紐澤西州，約於 11,000 年前最後一次冰河時期結束後絕種。
林地麝牛現存親緣關係最近的近親為麝牛，但是林地麝牛更適合棲息於較不寒冷的氣候，也是唯一一種被發現僅棲息於北美洲的麝牛。林地麝牛的身體比起現今棲息於北極地區的麝牛來得更瘦高，體重估計約為 423.5（934磅）。其他差異包括更為厚重的頭顱以及更長的口鼻部。林地麝牛的牛角位於顱頂處，朝兩側彎曲，中間則完全癒合；現今麝牛的牛角間仍可見到明顯的中線。在 1940 年曾發現幾乎完整的林地麝牛木乃伊。
在更新世時期的北美洲同時期也棲息著另外三種麝牛，包括未滅絕的麝牛、以及已滅絕的灌木牛（Euceratherium collinum）與索吉爾牛（Soergelia mayfieldi）。

## 外部連結
- http://nature.ca/notebooks/english/helmet.htm （页面存档备份，存于）
- https://web.archive.org/web/20080407140851/http://www.ansp.org/museum/jefferson/otherFossils/bootherium.php